# Гидрозагадка
«Гидрозагадка» (пол. Hydrozagadka) — польский чёрно-белый художественный телевизионный фильм, криминальная комедия 1971 года.

## Сюжет
Ян Вальчак — скромный чертёжник. Товарищи по работе считают его неудачником, который не имеет шансов у красивой девушки Йоли. В действительности Вальчак это супергерой Ас. Его зовут на помощь в самых критических ситуациях. Так случилось и в этот раз. В самый знойный период кто-то крадёт воду из реки. Этим занимается бывший научный работник, доктор Пляма. Безумец установил под озером атомный реактор и его теплом испаряет воду, чтобы переправлять её контрабандой под видом туч для покупателей одной пустынной страны. Ас должен этому помешать. О его приключениях рассказывает фильм.

## В ролях
- Юзеф Новак — Ян Вальчак (Ас)
- Здзислав Маклякевич — доктор Пляма
- Роман Клосовский — махараджа Кабура
- Эва Шикульская — Йоля
- Войцех Покора — товарищ Вальчака из работы
- Витольд Скарух — товарищ Вальчака из работы
- Чеслав Лясота — товарищ Вальчака из работы
- Войцех Раевский — товарищ Вальчака из работы
- Зыгмунт Апостол — товарищ Вальчака из работы
- Ежи Душиньский — доцент Фронтчак
- Веслав Михниковский — профессор Мильчарек
- Тадеуш Плюциньский — Юрек
- Веслав Голас — таксист
- Ежи Турек — пьяный железнодорожник
- Францишек Печка — моряк
- Болеслав Каминьский — «Малыш»
- Веслава Мазуркевич — цветочница
- Ига Цембжиньськая — официантка в ресторане «Под золотым лещом»
- Ежи Добровольский — переводчик
- Збигнев Саван — портье
- Томаш Ленгрен — мужчина на танцах